# Urmenetea
Urmenetea là một chi thực vật có hoa trong họ Cúc (Asteraceae).

## Loài
Chi Urmenetea gồm các loài: